# De Luizenmoeder (Vlaanderen)
De Luizenmoeder is een Vlaamse comedyserie en een remake van de Nederlandse versie die is gemaakt door productiehuis Bing Film & Televisie.
De Belgische productiemaatschappij Lecter Scripted Media, onderdeel van Lecter Media, kocht in 2018 de rechten voor België en ging met de commerciële zender VTM in zee voor het maken van een Vlaamse versie. De serie werd ook aan Duitsland en Hongarije verkocht.
Lynn Van Royen speelt de titelrol in de reeks. De serie speelt zich af op een basisschool en is een satire op het gedrag van ouders en schoolpersoneel. Het idee is afkomstig van Jan Albert de Weerd en Ilse Warringa. Het eerste seizoen werd uitgezonden vanaf 9 januari 2019. Het tweede seizoen ging van start op woensdag 8 januari 2020. Er komt geen derde seizoen.

## Inhoud
Het verhaal speelt zich af op de basisschool De Akker. De school heeft een zwaar jaar achter de rug, waarin enkele leraren en de conciërge ontslagen zijn. Het is nu aan de schoolleiding om in het nieuwe schooljaar een frisse start te maken. Centraal staat Hannah, de moeder van Fleur. Als moeder van een nieuwe leerling moet ze zich staande houden in een wereld van hangouders, moedermaffia, schoolpleinregels, rigide verjaardagsprotocollen, verantwoorde traktaties, parkeerbeleid, appgroepjes, ouderparticipatie en ander leed. Ook worden de belevenissen van de andere ouders en de schoolleiding gevolgd. 
De serie karakteriseert zich onder andere door kwinkslagen en ongemakkelijke humor, die speelt met stereotypen en vooroordelen. Zo wordt de zwarte vader Kenneth door juf Els aangezien voor de schoonmaker en neemt zij bij het zien van een meisje met een Aziatisch uiterlijk meteen aan dat zij geen Nederlands spreekt. Verder wordt de draak gestoken met vreemd aandoende voornamen van kinderen.
Bij de start van het schooljaar is er maar één 'luizenmoeder' over, vader Karel. Een luizenmoeder staat helemaal onderaan in de hiërarchie van de ouderparticipatie. Karel geeft als luizenvader perfect een dubbele bodem aan, waar de serie doorspekt mee is.

## Muziek
Warringa schreef de tekst voor het lied Hallo allemaal, dat door het personage Juf Els vaak gezongen wordt. De melodie had ze haar dochter horen spelen op de harp. Hallo allemaal werd gecoverd en geremixt door verschillende artiesten. Dit liedje wordt ook in de Nederlandse versie gezongen door Juf Ank.
De intromuziek is van het nummer Schooldays van het album Schoolboys in Disgrace uit 1975 van The Kinks.

## Kijkcijfers

### Seizoen 1 (2019)
| Nr. | Aflevering                         | Kijkcijfers                            |
| --- | ---------------------------------- | -------------------------------------- |
| 1   | Het zijn altijd de nieuwkomers     | 814.164 (uitgesteld live+7: 1.132.802) |
| 2   | Afspraak is afspraak               | 795.405 (uitgesteld live+7: 1.034.158) |
| 3   | Er zijn er twee jarig, hoera hoera | 687.920 (uitgesteld live+7: 916.897)   |
| 4   | Laat ze maar glanzen               | 565.159 (uitgesteld live+7: 825.416)   |
| 5   | Winterklaas                        | 566.625 (uitgesteld live+7: 845.866)   |
| 6   | Chico                              | 534.286 (uitgesteld live+7: 755.321)   |
| 7   | Lentekriebels                      | 605.176 (uitgesteld live+7: 844.220)   |
| 8   | Kikker in uw bil                   | 586.271 (uitgesteld live+7: 782.216)   |
| 9   | De Pestkip                         | 531.227 (uitgesteld live+7: 728.064)   |
| 10  | Send in the clowns                 | 562.551 (uitgesteld live+7: 773.676)   |

### Seizoen 2 (2020)
| Nr. | Aflevering                 | Kijkcijfers                          |
| --- | -------------------------- | ------------------------------------ |
| 1   | Safety first               | 454.728                              |
| 2   | Gezien als meisje          | 492.843 (uitgesteld live+7: 709 111) |
| 3   | Ik wil je, blijf bij me... | 468.141 (uitgesteld live+7: 697.384) |
| 4   | Bakske vol met stro        | 319.309 (uitgesteld live+7: 706.055) |
| 5   | Leopold II                 | 352.248                              |
| 6   | Hashtag                    | 341.459                              |
| 7   | Obesi-tas                  | 395.475                              |
| 8   | Sandwiches met mayonaise   | 419.813                              |
| 9   | HaraKiri                   | 371.485                              |
| 10  | Het Eindspel               | 383.345                              |

## Personages

### Schoolleiding en personeel
- Erik (Tom Audenaert), directeur van De Akker. Hij is bevoegd docent, maar in die rol totaal onbekwaam. Erik wil graag laten zien dat hij rekening houdt met iedereen en niemand buitensluit. Uit de manier waarop hij dit vormgeeft, blijkt echter dat hij inwendig bol staat van de vooroordelen. Erik verzint regelmatig nieuwe ideetjes (participizza-avond, de "glansmethode", Winterklaas) die bij het personeel geen enkele steun vinden, maar neemt niet de verantwoordelijkheid als er door zijn toedoen dingen mislopen. Met name hulpmoeder Nancy moet het hierbij ontgelden. Deze onbetaalde kracht wordt door hem voortdurend met allerlei karweitjes opgescheept en respectloos behandeld.
- Els Sterckx (Els Dottermans), enigszins gestreste onderwijzeres met dyscalculie; eigenlijk kleuterjuf, maar gepromoveerd naar het eerste leerjaar. Ze houdt van zingen en begint elke schooldag met het lied Hallo allemaal, wat fijn dat je er bent. Het lied Dag dag dag dag, lieve mam en pap (op de wijs van Altijd is Kortjakje ziek) is haar teken dat de ouders het klaslokaal dienen te verlaten en de kinderen plaats moeten nemen. Ze laat haar eigen opvattingen duidelijk merken, maar als iemand anders er een heeft, wijst ze diegene erop dat dit geen goede manier van werken is.
- Chantal (Katelijne Damen), juf van het zesde leerjaar. Chantal moet niets hebben van de 'vernieuwende' ideeën van de directeur. Ze gaat graag haar eigen gang, en loopt demonstratief weg wanneer ze iets moet doen waar ze geen zin in heeft. Hoewel ze meestal cynisch en koud is, laat ze soms ook haar gevoelige kant zien.
- Ronald (Maarten Ketels), de nieuwe conciërge. Hij heeft PTSS en is aangenomen omdat de school voor hem subsidiegeld opstrijkt. Ronald heeft de laagstbetaalde baan, maar doorziet alles en is een baken van rust. Doordat hij mensen makkelijk naar zijn hand kan zetten, lost hij veel problemen op.

### De ouders
- Hannah (Lynn Van Royen), pas gescheiden kinderpsycholoog en de moeder van Fleur (Alyssia Apers). Hannah is nieuw op school en laat makkelijk over zich heen lopen door de reeds aanwezige moedermaffia. Als bij Fleur hoofdluis wordt geconstateerd, accepteert Hannah de vrijwilligersfunctie van luizenmoeder voor het verwijderen van luizen bij de schoolkinderen. Al snel beheert ze ook de 'solidariteitspot' (bedoeld voor scholieren die een extra cadeautje verdiend hebben), en werkt ze mee als groene-vinger-moeder.
- Yoeri (David Cantens) en Kenneth (Abdul Malik Mohammed), de vaders van adoptiekind Rita. Kenneth is zwart en wordt daardoor meer dan eens geconfronteerd met raciale stereotyperingen of juist overtrokken politieke correctheid. De heren hebben elkaar leren kennen toen ze bij de intocht van Sinterklaas Zwarte Piet speelden.
- Mel, afkorting van Melanie (Ikram Aoulad), fulltime moeder van Shanaya. Ze heeft een opleiding mode en kleding gedaan, is getrouwd met Mehmet, en heeft een Turkse achtergrond. Kim is haar beste vriendin.
- Kim, afkorting van Kimberley (Hélène Devos), moeder van Youandi en beste vriendin van Mel. Ze heeft een oogje op Kenneth, de vader van Rita, van wie ze hoopt dat hij geen fulltime homo is (wat hij soms lijkt te suggereren).
- Angelique Lathouwers (Isabelle Van Hecke), moeder van Joëlle (Amber Mettepenningen) en getrouwd met Ronnie. Rijk, grofgebekt, asociaal en doet er alles aan om haar kind teleurstellingen te besparen.
- Karel (Steven Beersmans), de luizenvader van het eerste leerjaar, en vader van Maledieve (Lieze Roovers) en Filippien (Dries Van Cauwenbergh). Hij woont samen met zijn partner Ine. Dochter Maledieve is verwekt op de Malediven. Zoon Filippien is vernoemd naar de vader (Filip) en de vrouw (Ine) van Karel. In de opvoeding zijn Karel en zijn vrouw open over seks en wordt er sterk gelet op het milieu.
- Amir (Issam Dakka) en Esma (Serine Ayari), de ouders van Ahmed (Dien Doudah). Ahmed is een nieuweling in de klas van juf Els in het tweede seizoen.  Als traditioneel Marokkaans koppel krijgen zij regelmatig af te rekenen met vooroordelen en misvattingen.

### Ouderraad
- Nancy (Elise Bundervoet), voorzitter van de ouderraad, hoewel haar kinderen de school al hebben verlaten. Nancy vindt zichzelf onmisbaar op De Akker en mogelijk heeft een stoeipartij met directeur Erik in het conciërgekot meegespeeld dat ze er nog steeds is. Ze heeft als vrijwilligster op school het hele hiërarchische traject reeds doorlopen, van luizenmoeder, daarna solidariteits-moeder, dan groene-vinger-moeder etc. en als hoogst haalbare vrijwilligerspositie: de ouderraad. Ook regelt ze de wc-rolletjes voor het knutselen, decoraties, de klasse-indeling en wordt telkens door de directeur voor zijn karretje gespannen. Dit ondergaat ze meestal lijdzaam.

### Schoolbestuur
- Mark Verhoek (Luc Nuyens), de directeur van De Wonderboerderij, de scholenkoepel waar De Akker onder valt. Krijgt een affaire met Nancy van de ouderraad. Roept Erik regelmatig tot de orde.

### Gastrollen
Seizoen 1:
- Sara (Emilie De Roo), de begeleidster van Ronald.
- Bert (Steph Baeyens), de partner van juf Els. Hij is onzeker over hun relatie en is bij haar weggegaan.
- Pieter (Jeroen Van der Ven), de ex-man van Hannah.
- Amber (Annelore Crollet), de nieuwe vriendin van Pieter.
- Bobbi (Anne Vanoppen), een eerstejaars studente aan de hogeschool, die een snuffelstage komt doen in De Akker.
- Agnes (Sofie Decleir), flexmanager die De Akker komt doorlichten.
- Jessie (Sura Dohnke), de vriendin van Ronald.
- Veerle (Ellen Verest), de zus van Ronald.
- Tom De Becker, als vader van Arend.
- Kristof Van Perre, als journalist.

Seizoen 2:
- Koen Wauters, als zichzelf, de BV die komt voorlezen tijdens de voorleesweek op De Akker.
- Ingeborg (Veerle Dobbelaere), de fotografe die de schoolfoto's komt maken.

## Afleveringen

### Seizoen 1 (2019)
| |                                    |                                             |                                                                   |                   |                  |  |  |
| Nr. | Titel                              | Scenario                                    | Adaptatie                                                         | Regisseur         | Uitzenddatum     |  |  |
| 1 | Het zijn altijd de nieuwkomers     | Eva Aben, Diederik Ebbinge en Ilse Warringa | Nele Meirhaeghe, Bert Scholiers, Stef Durnez en Maarten Moerkerke | Maarten Moerkerke | 9 januari 2019   |  |  |
| De pas gescheiden Hannah brengt haar dochter Fleur naar een nieuwe school. Het is een publiek geheim dat de getrouwde hulpmoeder Nancy op het afgelopen zomerfeest een stoeipartij met directeur Erik heeft gehad in het concïergehok. Moeder Angelique klaagt over het knutselen met wc-rolletjes, want ze vindt dat vies. Ze chanteert er Erik mee. Hannah verneemt dat haar dochter Fleur luizen heeft en wordt meteen aangesteld als luizenmoeder. |                                    |                                             |                                                                   |                   |                  |  |  |
| 2 | Afspraak is afspraak               | Eva Aben, Diederik Ebbinge en Ilse Warringa | Nele Meirhaeghe, Bert Scholiers, Stef Durnez en Maarten Moerkerke | Maarten Moerkerke | 16 januari 2019  |  |  |
| Juf Els is het zat dat het ouders zoveel tijd kost om in de klas afscheid van hun kind te nemen. Ze maakt een "zwaailicht", dat aangeeft wanneer wel en niet gezwaaid mag worden. Hannah heeft grote problemen om een speelafspraakje buitenshuis voor haar dochter te regelen. Uiteindelijk krijgt ze zelf meerdere kinderen op bezoek. De directeur huurt een conciërge in, die vele malen beter met kinderen blijkt te kunnen omgaan dan hijzelf. |                                    |                                             |                                                                   |                   |                  |  |  |
| 3 | Er zijn er twee jarig, hoera hoera | Eva Aben, Diederik Ebbinge en Ilse Warringa | Nele Meirhaeghe, Bert Scholiers, Stef Durnez en Maarten Moerkerke | Maarten Moerkerke | 23 januari 2019  |  |  |
| Hannah krijgt te maken met het verjaardagsprotocol op school. Nancy klaagt over de werkdruk voor haar als hulpouder. Erik organiseert daarom een 'participizza-avond', waarbij onder het eten van pizza's met de ouders gesproken wordt over meer ouderparticipatie. Dit zorgt bij Nancy voor nog meer stress, omdat zij de ingrediënten voor de pizza's moet kopen. Omdat de ouders uiteindelijk niet zelf willen bakken, mag Fleur dit als traktatie de volgende dag met de klas doen. |                                    |                                             |                                                                   |                   |                  |  |  |
| 4 | Laat ze maar glanzen               | Eva Aben, Diederik Ebbinge en Ilse Warringa | Nele Meirhaeghe, Bert Scholiers, Stef Durnez en Maarten Moerkerke | Maarten Moerkerke | 30 januari 2019  |  |  |
| Hannah laat zich aanpraten om ook het 'solidariteitspotje' te beheren. Bobbi, een studente die een dag zou meelopen met Juf Els, wordt vanwege haar bevallige verschijning toegeëigend door Erik. Ze springt bij hem op schoot, net als Ronald zonder te kloppen de directeurskamer binnenkomt. Erik introduceert voor de oudergesprekken zijn "glansmethode", waarbij niet de leraren, maar de ouders praten. Dit loopt volledig in de soep. |                                    |                                             |                                                                   |                   |                  |  |  |
| 5 | Winterklaas                        | Eva Aben, Diederik Ebbinge en Ilse Warringa | Nele Meirhaeghe, Bert Scholiers, Stef Durnez en Maarten Moerkerke | Maarten Moerkerke | 6 februari 2019  |  |  |
| Erik besluit om Sinterklaas en zijn Pieten te vervangen door Winterklaas en zijn IJsberen, en heeft de lokale pers gemobiliseerd. Mark Verhoek, de directeur van de scholenkoepel waar De Akker onder valt, verbiedt het en stuurt een eigen Sinterklaas, namelijk zichzelf. In plaats van traditionele Pieten brengt hij Baba Yega mee. Erik besluit Winterklaas toch op te voeren als neef van Sinterklaas, maar komt ten val op zijn hoverboard en krijgt een bloedneus, waardoor de kinderen bang weglopen. Angelique is kwaad omdat ze de tekening die Fleur voor haar dochter heeft gemaakt niet mooi genoeg vindt en vervangt hem door een eigen exemplaar.                                           |                                    |                                             |                                                                   |                   |                  |  |  |
| 6 | Chico                              | Eva Aben, Diederik Ebbinge en Ilse Warringa | Nele Meirhaeghe, Bert Scholiers, Stef Durnez en Maarten Moerkerke | Maarten Moerkerke | 13 februari 2019 |  |  |
| Het kerstfeestje op school loopt volledig uit de hand. Erik kan zich niets meer herinneren en schiet in paniek wanneer hij hoort dat er een filmpje van hem online staat op Facebook. Yoeri is in paniek omdat Kenneth niet is thuisgekomen die nacht. Kenneth ontwaakt in het bezemhok en krijgt raad van juf Chantal. Kim en Kenneth blijken een leuke avond te hebben gehad samen. Karel geeft hen enkele gênante tips over hoe ze hun seksleven spannend kunnen houden. Chico, de klashamster van juf Els, is zoek. Hannah gaat op zoek, want het is Fleur haar beurt om Chico te verzorgen. Nancy blijkt Chico mee naar huis te hebben genomen nadat een dronken Erik hem uit zijn kooitje had gehaald. |                                    |                                             |                                                                   |                   |                  |  |  |
| 7 | Lentekriebels                      | Eva Aben, Diederik Ebbinge en Ilse Warringa | Nele Meirhaeghe, Bert Scholiers, Stef Durnez en Maarten Moerkerke | Maarten Moerkerke | 20 februari 2019 |  |  |
| Erik wil een nieuw lespakket seksuele voorlichting wegens een klacht van Angelique, maar vindt er een kopen te duur. Bij een overleg over kindvriendelijke woorden voor geslachtsdelen krijgt hij een erectie. Pieter wil Hannah terug, maar ook Ronald heeft interesse. Omdat Ronald Pieter bij Hannah probeert weg te houden, begint hij Ronald te sarren, tot deze hem een stevige rechtse geeft. Nancy heeft een affaire met meneer Verhoek en Erik merkt dat ze zich sindsdien minder makkelijk voor zijn karretje laat spannen. |                                    |                                             |                                                                   |                   |                  |  |  |
| 8 | Kikker in uw bil                   | Eva Aben, Diederik Ebbinge en Ilse Warringa | Nele Meirhaeghe, Bert Scholiers, Stef Durnez en Maarten Moerkerke | Maarten Moerkerke | 27 februari 2019 |  |  |
| Het is 1 april. Zoals elk jaar haalt Erik daarom grappen met het personeel uit, die op Erik na niemand leuk vindt. Dit jaar pakt het personeel hem terug, via een Spaanse inspecteur van een school uit Madrid. Erik beledigt de man, die aan achondroplasie lijdt. De leerlingen van het eerste leerjaar worden op basis van hun leesvaardigheid ingedeeld als zonnen, manen, sterren en raketten. Dit leidt tot onrust onder de ouders, met felle discussies en zelfs een ruzie tussen Mel en Kim tot gevolg. |                                    |                                             |                                                                   |                   |                  |  |  |
| 9 | De Pestkip                         | Eva Aben, Diederik Ebbinge en Ilse Warringa | Nele Meirhaeghe, Bert Scholiers, Stef Durnez en Maarten Moerkerke | Maarten Moerkerke | 6 maart 2019     |  |  |
| Juf Els gebruikt een nogal onorthodoxe aanpak om Fleur assertiever te maken. Fleur gedraagt zich daardoor anders tegen Shanaya en Youandi. De drie moeders krijgen hier ruzie over, en worden zelf onderworpen aan het experiment van Juf Els. De school heeft een gat in de begroting door te grote uitgaven van Erik, en om dat te dichten misbruikt Erik zijn evaluatiegesprekken met het personeel. Chantal wil echter niet met vervroegd pensioen, en Els wil geen loon inleveren. Daarom probeert Erik om Ronald te ontslaan. Meneer Verhoek steekt hier een stokje voor. |                                    |                                             |                                                                   |                   |                  |  |  |
| 10 | Send in the clowns                 | Eva Aben, Diederik Ebbinge en Ilse Warringa | Nele Meirhaeghe, Bert Scholiers, Stef Durnez en Maarten Moerkerke | Maarten Moerkerke | 13 maart 2019    |  |  |
| Hannah regelt het zomerfeest ter afsluiting van het schooljaar. De andere ouders klagen over haar aanpak en willen niet meehelpen. Ronald regelt zijn zus en zijn vriendin om haar uit de brand te helpen. Meneer Verhoek heeft Agnes, een interim-manager, geregeld om de school (en met name Erik) te beoordelen, met als uiteindelijke doel om Agnes de nieuwe directeur te maken. Nancy verdedigt Erik en samen belanden ze na het zomerfeest zoenend in het conciërgehok. |                                    |                                             |                                                                   |                   |                  |  |  |

### Seizoen 2 (2020)
| |                            |                                                               |                                                               |                   |                  |  |  |
| Nr. | Titel                      | Scenario                                                      | Adaptatie                                                     | Regisseur         | Uitzenddatum     |  |  |
| 1 | Safety first               | Eva Aben, Diederik Ebbinge en Ilse Warringa                   | Vincent Bal, Bert Scholiers, Jo Verhenne en Maarten Moerkerke | Maarten Moerkerke | 8 januari 2020   |  |  |
| Het is de eerste dag van het nieuwe schooljaar. Hannah is klassenmoeder geworden. Directeur Erik heeft een nieuw plan om meer scholieren te trekken: hij wil van De Akker de veiligste school van de regio maken. De vader van de nieuwe scholier Ahmed wordt bij een brandoefening aangezien voor een terrorist door Karel. |                            |                                                               |                                                               |                   |                  |  |  |
| 2 | Gezien als meisje          | Eva Aben, Diederik Ebbinge en Ilse Warringa                   | Vincent Bal, Bert Scholiers, Jo Verhenne en Maarten Moerkerke | Maarten Moerkerke | 15 januari 2020  |  |  |
| Rita, de dochter van Youri en Kenneth, vertoont volgens andere ouders abnormaal gedrag voor een meisje en Karel besluit daarom meteen dat ze transgender is. Doordat de mannen- en jongenstoiletten verstopt zijn moet iedereen naar de damestoiletten, wat voor irritatie zorgt bij ouders en personeel. Directeur Erik en juf Els hebben een meningsverschil over de meest geschikte opvolger voor juf Chantal, die op het eind van het schooljaar met pensioen gaat. |                            |                                                               |                                                               |                   |                  |  |  |
| 3 | Ik wil je, blijf bij me... | Eva Aben, Diederik Ebbinge en Ilse Warringa                   | Vincent Bal, Bert Scholiers, Jo Verhenne en Maarten Moerkerke | Maarten Moerkerke | 22 januari 2020  |  |  |
| Het is voorleesweek op De Akker. Juf Chantal heeft gekozen voor de Gruwelijke rijmen van Roald Dahl en Karel maakt zich zorgen over de impact daarvan op de kinderen. Hannah regelt als nieuwe voorleesmama een gezellige voorleestipi, tot grote ergernis van Nancy, die haar plaats als voorleesouder moet afstaan. Directeur Erik weigert te verklappen wie de BV is die hij heeft uitgenodigd om te komen voorlezen op school. De meeste ouders en kinderen zijn al vertrokken, wanneer Koen Wauters arriveert. |                            |                                                               |                                                               |                   |                  |  |  |
| 4 | Bakske vol met stro        | Eva Aben, Diederik Ebbinge en Ilse Warringa                   | Vincent Bal, Bert Scholiers, Jo Verhenne en Maarten Moerkerke | Maarten Moerkerke | 29 januari 2020  |  |  |
| Het kerstfeest op De Akker loopt helemaal in het honderd. Erik wil dit jaar een traditioneel kerstspel opvoeren en ook Juf Els is wel voor dat idee te vinden. Maar dat is niet naar de zin van Mark, de directeur van de scholenkoepel: De Akker is immers een gemeenschapsschool. Hannah is verantwoordelijk voor het kerstdiner, maar door de talloze allergieën van de kinderen en de vaak absurde dieetwensen en andere voorkeuren van hun ouders blijkt dat een onmogelijke opdracht. |                            |                                                               |                                                               |                   |                  |  |  |
| 5 | Leopold II                 | Eva Aben, Diederik Ebbinge en Ilse Warringa                   | Vincent Bal, Bert Scholiers, Jo Verhenne en Maarten Moerkerke | Maarten Moerkerke | 5 februari 2020  |  |  |
| Het maken van de schoolfoto's heeft dit jaar heel wat voeten in de aarde. Hannah houdt zich bezig met het tijdschema, maar daar heeft de inderhaast opgetrommelde fotografe helemaal geen boodschap aan. Directeur Erik wil een pedagogische studiedag in het teken van "positive feedback" organiseren, maar dat loopt helemaal anders dan verwacht. |                            |                                                               |                                                               |                   |                  |  |  |
| 6 | Hashtag                    | Vincent Bal, Bert Scholiers, Jo Verhenne en Maarten Moerkerke | -                                                             | Maarten Moerkerke | 12 februari 2020 |  |  |
| Naar aanleiding van Dikketruiendag staan er op De Akker allerlei klimaatinitiatieven gepland. Directeur Erik wil alles documenteren via het gloednieuwe Instagramaccount van de school, maar hij begrijpt helemaal niets van sociale media. Hannah hoopt dat haar dertigste verjaardag ongemerkt zal voorbijgaan, maar dat is buiten de andere ouders gerekend. |                            |                                                               |                                                               |                   |                  |  |  |
| 7 | Obesi-tas                  | Eva Aben, Diederik Ebbinge en Ilse Warringa                   | Vincent Bal, Bert Scholiers, Jo Verhenne en Maarten Moerkerke | Maarten Moerkerke | 19 februari 2020 |  |  |
| De jaarlijkse sponsorloop staat dit jaar in het teken van kinder-Hiv. Directeur Erik wil dat De Akker het beter doet dan alle andere scholen in de streek en zal zelf ook meelopen. Karel doet er dan weer alles aan om er voor te zorgen dat zijn dochter het meeste sponsorgeld binnenhaalt. Juf Els bindt de strijd aan met het teveel aan suiker in de drank en het eten van haar leerlingen. |                            |                                                               |                                                               |                   |                  |  |  |
| 8 | Sandwiches met mayonaise   | Eva Aben, Diederik Ebbinge en Ilse Warringa                   | Vincent Bal, Bert Scholiers, Jo Verhenne en Maarten Moerkerke | Maarten Moerkerke | 26 februari 2020 |  |  |
| Het schoolkamp dreigt in het water te vallen door de plotse uitbraak van een luizenplaag. Karel neemt wel heel drastische maatregelen om zijn dochter luizenvrij te maken. Erik krijgt slecht nieuws over zijn zieke moeder, toch wil hij meegaan op kamp. Juf Els vindt niet dat Joeri en Kenneth een cadeautje verdienen op Moederdag. Mel en Kim zijn jaloers op Hannah en Esma, die als klassenmoeders meegaan op kamp. Uiteindelijk gaat de hele reis op het laatste moment niet door en blijft juf Els met de kinderen zitten. |                            |                                                               |                                                               |                   |                  |  |  |
| 9 | HaraKiri                   | Eva Aben, Diederik Ebbinge en Ilse Warringa                   | Vincent Bal, Bert Scholiers, Jo Verhenne en Maarten Moerkerke | Maarten Moerkerke | 4 maart 2020     |  |  |
| Erik komt zijn belofte aan Amir en Esma om ook iets te doen rond de islam op school na door een ramadanmarkt met 'moslim-eten' en 'moslim-muziek' te organiseren. Ronald wordt er intussen door Mel, Kim en de andere ouders van verdacht Hannah's dochter Fleur te hebben aangeraakt op de wc. Alleen Hannah zelf twijfelt niet aan zijn intenties. Als Ronald echter door een nare samenloop van omstandigheden (het geroddel van Nancy) het onware verhaal te horen krijgt dat Hannah zelf de heksenjacht begonnen is, flipt hij compleet en verlaat, razend van woede, onbegrip en verdriet, met één bloedige afsluitende klap De Akker. |                            |                                                               |                                                               |                   |                  |  |  |
| 10 | Het Eindspel               | Eva Aben, Diederik Ebbinge en Ilse Warringa                   | Vincent Bal, Bert Scholiers, Jo Verhenne en Maarten Moerkerke | Maarten Moerkerke | 11 maart 2020    |  |  |
| De Akker maakt zich op voor het eindfeest, onder het thema Superhelden. Tevens wordt het afscheid van juf Chantal voorbereid. Voor de organisatie hiervan worden Hannah en Nancy met elkaar opgescheept. Ronald lijkt voorgoed vertrokken te zijn. Karel is woedend over het feit dat zijn zoon Filippien zijn jaar moet overdoen van Chantal. Mark gaat elders werken en vraagt Erik om zijn functie als koepeldirecteur over te nemen, waarop Erik aan Els vraagt om zijn opvolger als directeur van De Akker te worden, maar Els deelt mee dat ze bezig is te solliciteren bij het Katholiek Onderwijs, waar ze les zal geven aan kinderen van vluchtelingen. Het slotfeest eindigt met gezoen tussen Erik en Els. Als Hannah haar fiets van slot haalt, ziet ze plots Spider-Man ondersteboven hangen, waarop ze met hem kust. Spider-Man blijkt Ronald te zijn. |                            |                                                               |                                                               |                   |                  |  |  |

## Verschillen met originele versie
Over het algemeen volgt de Vlaamse versie de oorspronkelijke versie vrij nauw. Wel is er een aantal duidelijke verschillen. Naast het aanbrengen van aanpassingen in namen van personages en locaties (zoals juffrouw Els in plaats van juf Ank, en De Akker in plaats van De Klimop) zijn ook enkele situaties en dialogen herschreven, om de serie meer te laten aansluiten bij hoe het er op Vlaamse scholen aan toe zou kunnen gaan. Met name de aflevering over Winterklaas is flink aangepast. In plaats van surprises voor elkaar worden er tekeningen gemaakt om bij Sinterklaas in de gunst te komen, en de aflevering eindigt niet in een vechtpartij tussen voor- en tegenstanders van Zwarte Piet, maar in kinderen die angstig wegrennen na het zien van een bloedende Winterklaas die zojuist hard op zijn gezicht is gevallen. Daarnaast zijn de karakters meer ingetogen. Verder maakt de kerstaflevering in het eerste seizoen, die in de Nederlandse versie geschrapt was, in de Vlaamse versie wél deel uit van de serie. Juf Ank gebruikt in aflevering 9 van seizoen 1 de Kanjertraining om Floor assertiever te maken, maar Juf Els gebruikt hiervoor een nogal onorthodoxe aanpak. In de aflevering over de voorleesweek in het tweede seizoen is de mysterieuze gast wel degelijk een bekende celebrity. Ook is de aflevering "Hashtag" in het tweede seizoen niet gebaseerd op een aflevering van de Nederlandse serie, maar speciaal geschreven voor de Vlaamse versie.  In tegenstelling tot de originele versie eindigt de laatste aflevering van het tweede seizoen in Vlaanderen niet met een cliffhanger.

## Trivia
- Het voormalige schoolgebouw van Wonderwijzer in Schilde, dat dienstdoet als locatie voor de opnamen van De Luizenmoeder, wordt met afbraak bedreigd.[6][7]